# 柔毛打碗花
柔毛打碗花也叫日本打碗花，为旋花科打碗花属的一个种，原产中国东北、华北、华东、朝鲜半岛、日本。重瓣者称为缠枝牡丹，欧美亦有广泛栽培。